# Molophilus pengana
Molophilus pengana là một loài ruồi trong họ Limoniidae. Chúng phân bố ở miền Australasia.